# Норман Лубофф

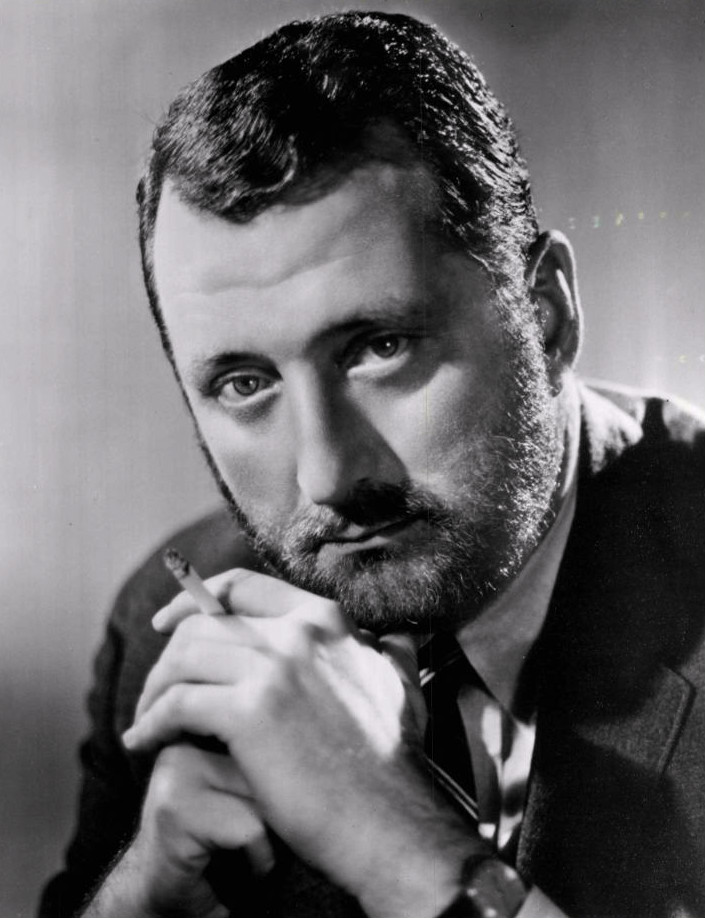
Норман Лубофф в 1963 році

Норман Лубофф (Norman Luboff, * 14 травня 1917 — † 22 вересня 1987) — американський аранжувальник, музичний видавець, керівник хору, автор пісень.
Має свою зірку на Голлівудській «Алеї слави». 1961 року був удостоєний премії Греммі за найкраще хорове виконання.